# Alena Palečková
Alena Palečková (ur. 28 kwietnia 1947 w Pradze) – czeska polityk i zoolog, senator, posłanka do Parlamentu Europejskiego V kadencji (2004).

## Życiorys
W 1970 ukończyła zoologię na Uniwersytecie Karola. Pracowała w szpitalu uniwersyteckim „Bulovka” oraz w Instytucie Reumatologii w Pradze. W latach 90. zaangażowała się w działalność polityczną w ramach Obywatelskiej Partii Demokratycznej, od 1994 była radną dzielnicy Praga 8. W 1996 i 2000 wybierana do czeskiego Senatu. Od 2003 pełniła funkcję obserwatora w Parlamencie Europejskim, od maja do lipca 2004 sprawowała mandat eurodeputowanej V kadencji w ramach delegacji krajowej. W 2006 ponownie uzyskała senacką reelekcję, sprawując mandat do 2012, od 2010 jako wiceprzewodnicząca tej izby. Nie ubiegała się o wybór na kolejną kadencję.